# 15028 Soushiyou
15028 Soushiyou (tên chỉ định: 1998 UL23) là một tiểu hành tinh vành đai chính. Nó được phát hiện bởi Tomimaru Okuni ở Nanyo Observatory ngày 16 tháng 10 năm 1998. Nó được đặt theo tên công viên Sōshō thành phố Nan'yō ở Yamagata, Nhật Bản.